# Tân Thạnh (Quảng Nam)
Tân Thạnh is een phường van Tam Kỳ, de hoofdstad van de provincie Quảng Nam.
Tân Thạnh ligt aan de zuidelijke oever van de Bàn Thạch.